# Bruno Casoni
Bruno Casoni (Milano, 1941) è un direttore di coro italiano.

## Biografia
Nato a Milano nel 1941, iniziò fin da bambino a suonare la fisarmonica e a cantare le canzoni della tradizione popolare meneghina.
Ha studiato pianoforte, composizione, musica corale e direzione di coro nel Conservatorio Giuseppe Verdi di Milano, dove ebbe come mentore Giulio Bertola e dove divenne in seguito docente di esercitazioni corali.
Proprio Bertola lo indirizzò verso la direzione del coro del Teatro Lirico di Cagliari, per poi chiamarlo accanto a sé come direttore aggiunto del Coro del Teatro alla Scala nel 1983. L'anno successivo fondò il Coro dei Pomeriggi Musicali di Milano, che diresse fino al 1992.
Nel 1994 è diventato direttore del Coro di voci bianche del Teatro alla Scala; nello stesso anno ha assunto anche l'incarico di direttore del coro del Teatro Regio di Torino, portandolo ad un elevato livello internazionale e guidandolo sotto direzioni prestigiose (tra cui Claudio Abbado e Semyon Bychkov) a realizzare importanti registrazioni.
Ha lasciato questo incarico nel 2002 perché chiamato a dirigere il Coro del Teatro alla Scala, risultandone poi il direttore più longevo del dopoguerra. Anche per i notevoli successi ottenuti durante la sua carriera scaligera e le diverse tournée internazionali, nel 2013 ha ottenuto l'Ambrogino d'oro, benemerenza civica del Comune di Milano.
Dopo diciannove anni alla direzione del Coro del Teatro alla Scala, a partire dal settembre 2021 è stato sostituito da Alberto Malazzi; ha comunque conservato l'incarico di direttore del Coro di voci bianche scaligero.

## Onorificenze e riconoscimenti
- Medaglia d'oro di benemerenza civica della città di Milano (Ambrogino d'oro)  (2013)[6]